# Ephippiger persicarius
Ephippiger persicarius är en insektsart som beskrevs av Hans Fruhstorfer 1921. Ephippiger persicarius ingår i släktet Ephippiger och familjen vårtbitare. Inga underarter finns listade i Catalogue of Life.